# Teatro Alberti
Il teatro Alberti è un teatro di Desenzano del Garda. Fu fondato all'inizio dell'ottocento da Andrea Alberti, podestà di Desenzano dal 1810 al 1816, sui ruderi del convento di Santa Maria.
Per il progetto il podestà ricorse ai più famosi architetti e scenografi dell'epoca, Perego e Sanquirico, i quali avevano collaborato anche alla realizzazione della Scala di Milano.
Il teatro Alberti aveva la sala a ferro di cavallo, con due ordini di palchi e fu inaugurato nel gennaio del 1815.
Successivamente è decaduto ed è stato trasformato in cinematografo.
Di proprietà di Patrizia Bergamaschi attraverso la "Società del Teatro Andrea Alberti srl", è stato trasformato in ristorante con intrattenimento da Ottavio Ferri e Gianni Togni a cui è stata affidata la gestione dal 2005.